# 乌克兰苏维埃人民共和国
乌克兰苏维埃人民共和国（UNRS） 是苏维埃俄罗斯境内的一个苏维埃共和国，于1917年12月12日（舊歷25日）在哈尔科夫宣布成立。最初，官方名称是乌克兰工人、农民、士兵和哥萨克代表苏维埃人民共和国。后来（包括不要与“非布尔什维克”的乌克兰人民共和国混淆），在当时的一些文件中它也被称为苏维埃乌克兰人民共和国、乌克兰人民苏维埃共和国   （在后来的一些资料中，它被称为乌克兰人民社会主义共和国、乌克兰人民社会主义共和国）。与苏维埃俄罗斯处于联邦关系。